# Michel Adanson
Michel Adanson (født 7. april 1727, død 3. august 1806) er en fransk naturforsker og opdagelsesrejsende
Adanson begyndte oprindelig at studere teologi, hvilket vel var det, man kunne studere på et universitet på det tidspunkt, men inspireret af Linnés metode kastede han sig over studiet af naturvidenskab. 
Adanson rejste 1749-1753 i den franske koloni, Senegal. Som den tids narurvidenskabsmønd spændte han vidt, fagligt og humanistisk: Han vandt sig et eftermæle ved at studere og beskrive baobab-træet, der har fået sit videnskabelige slægtsnavn, Adansonia, efter ham; han ansøgte om at få lov at oprette en naturvidenskabelig forsøgsstation uden brug af slaver; han skrev adskillige større videnskabelige værker, herunder Senegals naturhistorie. Og så opdagede han Barryggen = den "elektriske ål".
I bind I på side 155 skriver Salmonsen: "1751 gjorde han [Adanson] Videnskaben bekendt med Gymnoten eller den elektriske Barryg, hvis mærkelige Udladninger han sammenlignede med Leidnerflaskens".
Autornavnet Adanson kan bruges for Michel Adanson sammen med et videnskabeligt artsnavn inden for botanikken. (Wikipedia-artikler der bruger autornavnet)